# مشاعر معادية للألمان

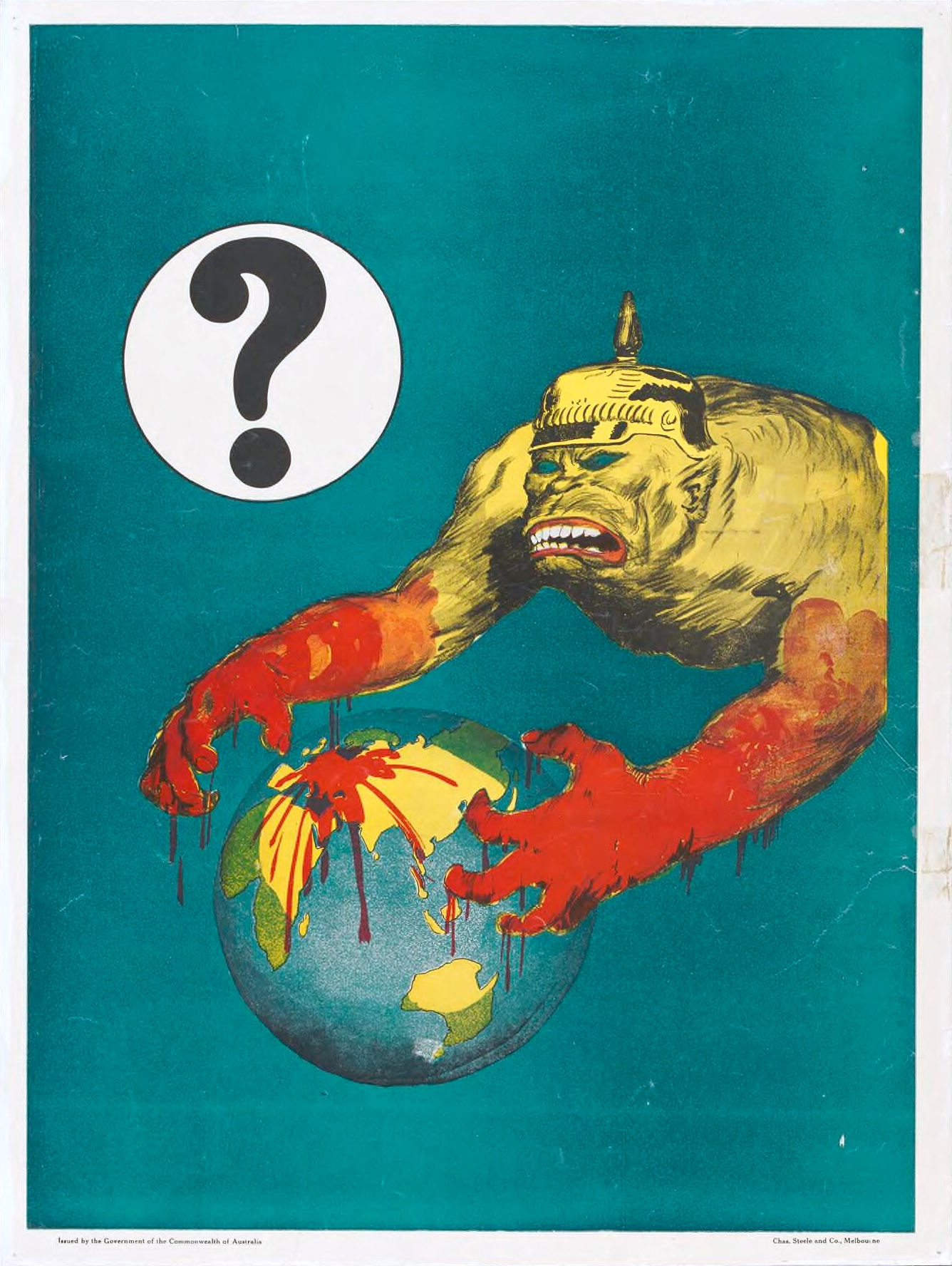

يُقصد بالمشاعر المعادية للألمان (المعروفة أيضًا باسم الألموفوبيا أو التيتوفوبيا) المعارضة أو الخوف من ألمانيا وسكانها وثقافتها واللغة الألمانية. يُعد الولع بالألمان أو الألمانوفيل هو المصطلح المقابل للألموفوبيا. بدأ هذا الشعور إلى حد كبير مع توحيد ألمانيا في منتصف القرن التاسع عشر، وهو ما جعل الأمة الجديدة منافسة للقوى العظمى في أوروبا على أسس اقتصادية وثقافية وجيوسياسية وعسكرية.

## القرن التاسع عشر

### روسيا
في ستينيات القرن التاسع عشر، شهدت روسيا تفشّيًا للألموفوبيا، والتي اقتصرت بصفة أساسية على مجموعة صغيرة من الكتاب في سانت بطرسبرغ، الذين اتحدوا حول صحيفة يمينية. بدأت الألموفوبيا في عام 1864 بنشر مقال كتبه كاتب (يستخدم اسمًا مستعارًا هو شيدوفيروتي)، والذي اقترح فيه منح بولندا استقلالًا ذاتيًا والحفاظ على امتيازات البارونات الألمان في محافظات البلطيق وفنلندا. نشر ميخائيل كاتكوف نقدًا لاذعًا للمقال في صحيفة موسكو نيوز، ما تسبب بدوره في صدور سيل من المقالات الغاضبة التي عبر فيها الكتّاب الروس عن غضبهم من الأوروبيين، وبعضها اشتمل على هجمات مباشرة على الألمان.
في السنة التالية، سنة 1865، احتُفل بالذكرى المئوية المئة لوفاة ميخائيل لومونوسوف في كل أنحاء الإمبراطورية الروسية. نُشرت مقالات تشير إلى الصعوبات التي واجهها لومونوسوف من الأعضاء الأجانب في أكاديمية العلوم الروسية، ومعظمهم من أصل ألماني. بعد ذلك، انتقد العديد من الكتّاب العلماء الألمان المعاصرين لإهمالهم اللغة الروسية، ولطباعتهم مقالات بلغات أجنبية في حين كانوا يتلقون المال من الشعب الروسي. اقترح أيضًا بعض الكتاب اعتبار المواطنين الروس من أصل ألماني، الذين لا يتكلمون الروسية ويتبعون العقيدة الأرثوذكسية، مواطنين أجانب. اقتُرح أيضًا منع الأشخاص المنحدرين من أصل ألماني من شغل مناصب دبلوماسية لأنهم قد لا يكون لديهم «تضامنًا إزاء روسيا».
على الرغم من الحملة الصحفية ضد الألمان، لم تتطور مشاعر الألموفوبيا في روسيا على نطاق واسع، وانعدمت، بسبب الجذور الألمانية للأسرة الإمبراطورية ووجود العديد من الأسماء الألمانية في النخبة السياسية الروسية.

## الحرب العالمية الأولى
في عام 1914، عندما غزا الجيش الألماني بلجيكا المحايدة وشمال فرنسا، اتُّهم آلاف المدنيين البلجيكيين والفرنسيين بأنهم تابعين لفرانكس تايررس وأُعدموا. استُخدمت هذه الأفعال للحث على تولد المشاعر المعادية للألمان، وأنتجت قوات الحلفاء دعاية تصور الألمان على أنهم شعب الهون؛ القادرون على القسوة والعنف إلى ما لا نهاية.

## ما بعد الحرب العالمية الثانية
في عمليات الإبادة الجماعية التي رعتها الدولة على يد الرايخ الألماني، قتل الألمان الملايين من البشر أثناء الحرب العالمية الثانية. جعلت الإبادة عوائل وأصدقاء الضحايا معادين للألمان. اشتكى الجنرال الأمريكي جورج باتون من أن سياسة اجتثاث النازية التي تنتهجها الولايات المتحدة بعد استسلام ألمانيا قد أضرت بالمصالح الأمريكية، وكانت مدفوعة بكراهية الشعب الألماني المهزوم فحسب. سرعان ما ارتُكبت أعمال انتقامية في أوروبا. اعتُبرت سرعة تعافي ألمانيا الغربية في أعقاب الحرب نذير شؤم من قِبل بعض الذين اشتبهوا في أن الألمان يخططون للحرب العالمية الثالثة. في الواقع، لم يُعاقب العديد من المجرمين النازيين كهاينز راينفارث مرتكب مذبحة وولا. عمل العديد من النازيين في الولايات المتحدة كعلماء (فيرنر فون براون) أو ضباط استخبارات (راينهارد غيهلن).